# Sinocastor
Sinocastor és un gènere extint de mamífers rosegadors de la família dels castòrids que visqueren a l'Àsia oriental des del Miocè superior fins al Plistocè mitjà. Se n'han trobat restes fòssils a Mongòlia i la Xina. Eren castorins un xic més grossos i robustos que Castor. A més a més, tenien el crani i el rostre més allargats. De vegades ha estat considerat un sinònim de Castor, però sembla que és un tàxon distint, possiblement un parent proper dels predecessors immediats de Castor o fins i tot un tàxon germà de Castor. El nom genèric Sinocastor significa ‘castor xinès’.